# Косяков, Виктор Павлович
Виктор Павлович Косяков (10 мая 1950 года, Лиски, Воронежская область — 29 апреля 1990 года, Липецк) — передовик производства, металлург, мастер Новолипецкого металлургического комбината. Герой Социалистического Труда (1984).

## Биография
Родился в рабочей семье в городе Лиски Воронежской области. После окончания восьми классов средней школы № 12 в городе Лиски поступил в Лискинское техническое училище, которое окончил в 1968 году.
Работал на Новолипецком металлургическом комбинате в должностях от горнового доменной печи до бригадира. В 1972 году назначен мастером плавильного цеха.
За выдающиеся достижения в трудовой деятельности был удостоен в 1984 году звания Героя Социалистического Труда.

## Награды
- Герой Социалистического Труда — указом Президиума Верховного Совета СССР от 26 ноября 1984 года